# Triple Alliantie (1596)
De Triple Alliantie van 1596, waarvan de volledige titel Traktaat van alliantie tusschen Engeland, Frankrijk en de Verenigde Nederlanden luidt, was een alliantie tussen Engeland, Frankrijk en de Republiek der Zeven Verenigde Nederlanden. De Republiek sloot zich als derde partij aan bij een eerder gesloten verdrag tussen Engeland en Frankrijk, maar de alliantie had de facto pas effect na de aansluiting van de Republiek. Door de ondertekening van het traktaat erkenden Frankrijk en Engeland als eersten de Republiek der Zeven Verenigde Nederlanden als onafhankelijke staat. De partijen in de alliantie waren alle drie in oorlog met Spanje. Er was geprobeerd om Duitse vorsten bij de alliantie te laten aansluiten, maar zij voelden zich niet geroepen om een rol te gaan spelen in een oorlog tegen Spanje. Door de alliantie waren de staten onder meer verplicht om legers te onderhouden die bij de bondgenoten actief waren. De alliantie had slechts een paar jaar effect.

## Situatie

### Engeland
In Engeland was Elizabeth I sinds 1558 aan de macht. Zij had in Europa aanzien en macht verworven. Ze was de opvolgster van Maria I van Engeland, die beter bekend is onder de naam Maria Tudor en die een schrikbewind tegen protestanten gevoerd had. Maria was in haar laatste levensjaren nog gehuwd met Filips II van Spanje. Elizabeth I steunde vooral de protestanten en in de loop der jaren ging zij katholieken zien als mogelijke staatsvijanden en aanhangers van Filips II.
Engeland steunde vanaf halverwege de tachtiger jaren van de zestiende eeuw openlijk de opstand in de Nederlanden, die begonnen was in 1568. Met Spanje had Engeland geruime tijd spanningen omtrent de wereldheerschappij. Dit leidde in 1585 tot het begin van de Spaans-Engelse Oorlog, waarvan de mislukte invasie door de Spaanse Armada in 1588 het belangrijkste wapenfeit was geweest. Sindsdien bouwde Spanje weer aan nieuwe armada's. Elizabeths strategie was om deze oorlogsvloten vroegtijdig te vernietigen. Zo liet ze samen met de Republiek op 1 juli 1596 Cádiz succesvol aanvallen, waarbij onder meer twee Spaanse oorlogsschepen veroverd werden.

### Frankrijk
In Frankrijk woedden sinds 1562 de Hugenotenoorlogen, een telkens opnieuw oplaaiende strijd tussen katholieken en protestanten. In 1570 kwamen de katholieken en protestanten een vredesverdrag overeen dat twee jaar later, op 18 augustus 1572, vaste vorm werd gegeven met het huwelijk tussen de protestantse Hendrik van Navarra en de katholieke Margaretha van Valois. Enkele dagen na het huwelijk vond, op 22 augustus, een mislukte aanslag plaats op de protestantse leider admiraal Gaspard de Coligny. De mislukte aanslag was aanleiding voor de Bartholomeusnacht, van 23 op 24 augustus 1572, waarbij vele Franse protestanten, waaronder ook de Coligny, werden vermoord. De strijd tussen de katholieken en protestanten laaide hierna weer in alle hevigheid op. Hendrik van Navarra werd in de Bartholomeusnacht door de katholieken gevangengenomen en vervolgens gedwongen over te gaan tot het katholieke geloof. Na vier jaar gevangenschap aan het hof wist Hendrik van Navarra in 1576 te ontkomen. Hij vluchtte naar protestants gebied, waarna hij weer het protestantse geloof aannam.
De katholieke factie, geleid door Hendrik I van Guise, een jeugdvriend van Hendrik III, begon zich intussen zorgen te maken over de troonopvolging. De katholieke koning Hendrik III was kinderloos gebleven en na de dood van zijn jongste broer, Frans van Anjou, in 1584, zou volgens de regels voor de troonopvolging Hendrik III na zijn dood opgevolgd moeten worden door de protestantse Hendrik van Navarra, afstammeling van de dertiende-eeuwse koning Lodewijk IX. Binnen de katholieke factie, en vooral onder inwoners van Parijs ontstond daarom steun voor een overname van de troon door Hendrik van Guise. In 1588 trok Guise, nadat hij een militaire overwinning op Hendrik van Navarra had geboekt, naar Parijs, waar hij door de bevolking vorstelijk werd onthaald. Hendrik III was gedwongen uit te wijken naar het Louvre. Nadat de Franse Staten-Generaal niet bereid bleken hem tegen Guise te steunen, liet hij Hendrik van Guise op 23 december 1588 vermoorden. In het volgende jaar verenigde hij zich met Hendrik van Navarra. Samen versloegen ze de radicaal katholieke legers van de Ligue en belegerden daarna Parijs, waar de katholieke factie nog steeds aan de macht was. Op 1 augustus 1589 werd Hendrik III neergestoken door de fanatieke monnik Jacques Clément. Hendrik overleed de volgende dag aan zijn verwondingen.
Hendrik van Navarra liet zich vervolgens onder de naam Hendrik IV uitroepen tot koning van Frankrijk. Voor Filips II van Spanje was dat reden om zich ook in de strijd te mengen en de katholieken in Frankrijk te steunen. Zijn plan was om zijn dochter Isabella van Spanje op de Franse troon te krijgen en zo Frankrijk voor het katholieke geloof te behouden. Filips stuurde onder meer zijn veldheer Alexander Farnese, hertog van Parma, naar Frankrijk. Die was al geruime tijd actief geweest in de Republiek en hij slaagde erin Parijs te ontzetten. Farnese boekte nog enkele militaire successen maar overleed in 1592. Hendrik IV behaalde uiteindelijk in 1593 de overwinning door het katholieke geloof weer aan te nemen ("Paris vaut bien une messe"; Parijs is wel een mis waard) en werd daarop op 27 februari 1593 definitief gekroond tot koning van Frankrijk.
De Spaanse troepen bleven echter actief in Frankrijk, om zo alsnog Filips' dochter op de Franse troon te krijgen. Hendrik moest daardoor de strijd aangaan met Filips II, maar overwoog diverse malen om de vrede met Spanje te tekenen.

### Republiek der Zeven Verenigde Nederlanden

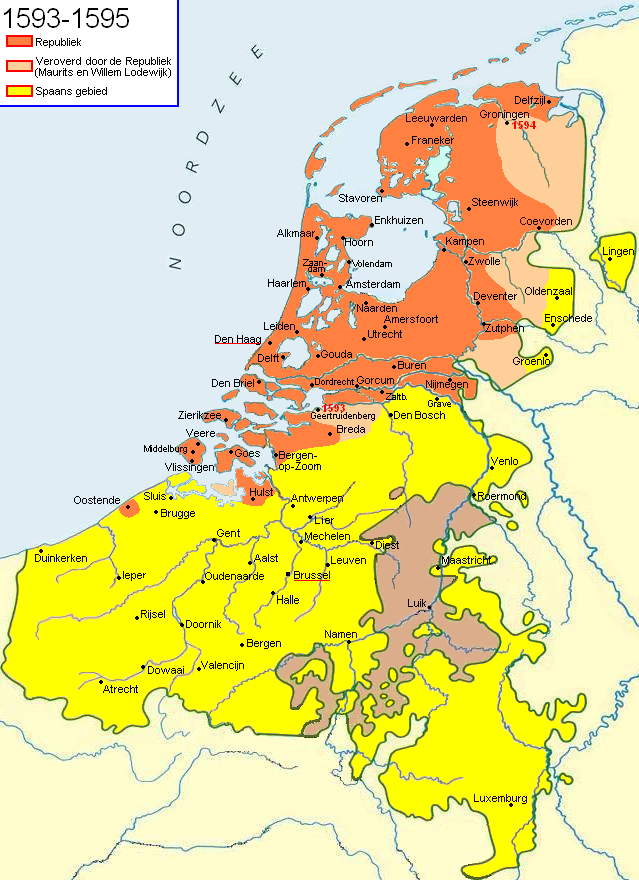
Situatie in de Nederlanden met het frontverloop in 1593-1595.

In de Republiek der Zeven Verenigde Nederlanden woedde sinds 1568 de Tachtigjarige Oorlog, destijds nog een opstand genoemd. Godsdienstvrijheid was, naast de belastingheffing (de tiende penning van Alva, een vroege vorm van BTW), sinds het begin een van de belangrijkste redenen om in opstand te komen tegen de koning van Spanje, Filips II. Met name in de Noordelijke Nederlanden was de reformatie diep geworteld. Vanaf 1568 hadden de partijen wisselend succes, waarbij er om diverse steden fel gestreden was. Vanaf 1589 was Maurits van Oranje, als stadhouder van vijf provincies, de belangrijkste legeraanvoerder van de Republiek. Hij werd hierbij gesteund door zijn neef Willem Lodewijk van Nassau-Dillenburg die stadhouder was van Friesland. Maurits en Willem Lodewijk voerden hun militaire operaties uit in samenspraak met de Staten-Generaal der Nederlanden.
In 1585 was Engeland de Republiek al te hulp geschoten met het zenden van de Graaf van Leicester met 6000 soldaten. Als tegenprestatie had Engeland de plaatsen Den Briel en Vlissingen in pacht gekregen. De aanwezigheid van de Graaf van Leicester was geen succes en werd door de Republiek vooral als last ervaren, aangezien voor de Engelse troepenmacht ook een geldsom aan Engeland betaald moest worden. De graaf had van Elisabeth I de opdracht gekregen om bij de Republiek aan te sturen op vrede met Spanje, hetgeen leidde tot een gedwongen vertrek uit de Republiek in 1587. In de daaropvolgende decennia behaalden Maurits van Oranje en Willem Lodewijk van Nassau-Dillenburg vele overwinningen en werd het grondgebied waarover de Staten-Generaal de macht hadden aanzienlijk uitgebreid. Zo werden Twente, het graafschap Zutphen, het Oversticht, Groningen en de Ommelanden veroverd.

### Spanje
Spanje was in de 16e eeuw een machtig land dat gedurende deze eeuw grotendeels onder leiding stond van Filips II. Filips zag het als zijn taak om als leider van de contrareformatie de strijd aan te gaan met het opkomende protestantisme. Doordat hij tevens koning was van Portugal, Sicilië, Sardinië en Napels kon hij eenvoudig invloed uitoefenen in Europa. Tevens was hij Heer der Nederlanden waar sinds de Geuzenopstand in 1572, protestanten het gezag over een aantal steden hadden gekregen, waardoor hij nu binnen zijn rijksgebied de strijd met protestanten aanging.
Spanje had de openlijke steun van de diverse pausen in de 16e eeuw, waaronder Paus Clemens VIII, die paus was van 1592 tot 1605. Andere staten die openlijk aan de zijde van Spanje stonden waren Savoye en hertogdom Lotharingen.

## Alliantie
Zowel Engeland, Frankrijk als de Republiek der Zeven Verenigde Nederlanden hadden in 1595 al geruime tijd een conflict met Spanje. Daarnaast waren er andere gebieden die tegen de overmacht van de Spanjaarden waren, zoals enkele Duitse staten en enkele Italiaanse gebieden waarover de Spanjaarden de macht hadden. Een verbond tussen Spaanse tegenstanders zou daarom een logisch gevolg zijn.

### Vorming
Met name Frankrijk en de Republiek spanden zich in voor het vormen van een alliantie. Het probleem was echter dat een verbond tussen deze twee landen, zonder toevoeging van andere staten, niet machtig genoeg zou zijn en weinig aanzien zou hebben. Een derde partij was gewenst en Engeland zou prima in het profiel passen. Wanneer Engeland zich bij de alliantie zou aansluiten, zouden diverse Duitse vorsten zich mogelijk ook aansluiten. Hendrik IV was huiverig om Elizabeth te vragen deel te nemen aan een alliantie, omdat het gezien zou kunnen worden als een roep om hulp. De Republiek vond daarentegen dat Elizabeth direct uitgenodigd moest worden, omdat anders de kans op Engelse steun erg klein zou zijn. Het niet direct uitnodigen zou kunnen worden uitgelegd als het passeren van een mogelijke bondgenoot.
De Republiek probeerde ook om andere, met name Duitse, staten bij de alliantie te betrekken. Redenen hiervoor waren dat de steun van Engeland niet heel zeker werd bevonden, waarna bij een mogelijke terugtrekking de overheersing door Frankrijk aanwezig was. Daarnaast hadden de Duitse staten veel manschappen tot hun beschikking. De Duitse vorsten waren vooral gericht op hun eigen gebied, door de strijd tussen Lutheranen en Calvinisten. Met Palts en Brandenburg werden onderhandelingen begonnen maar de Keizer van Duitsland blokkeerde de weg naar een overeenkomst. De keizer was er tegen gekant dat keurvorstendommen in buitenliggende verbonden gingen participeren, waardoor Duitse vorstendommen in een onderlinge oorlog gesleept zouden kunnen worden.
Rond 1595 voelde Elizabeth I van Engeland zich nog niet erg geroepen om een alliantie aan te gaan met de Republiek en Frankrijk. Ze was zeer beducht voor de mogelijkheid dat de Republiek uit zou groeien tot een grote zeemacht die een te grote concurrent zou kunnen gaan vormen voor Engeland. Elizabeth zag het koninkrijk Frankrijk als erfvijand. Die wilde ze weliswaar niet tot de ondergang brengen maar ook niet zo helpen dat het koninkrijk kon uitgroeien tot een wereldmacht.
In 1596 veranderde de houding van Elizabeth I. Dit had alles te maken met de verovering van Calais door Albrecht van Oostenrijk in opdracht van Spanje. Calais was circa twee eeuwen in Engelse handen geweest, totdat Frankrijk de stad in 1558 veroverde. Elizabeth I wilde de exclave graag terug. Als dat niet mocht lukken ging haar voorkeur uit naar de optie dat de stad in Franse handen was ten faveure van een Spaanse bezetting. Albrecht van Oostenrijk had de stad in april 1596 belegerd. Na een kort beleg veroverde hij de stad, waarmee Spanje een haven bezat die eenvoudig uitgebouwd kon gaan worden tot een krijgshaven die dicht bij Engeland lag. In Londen leidde de val van Calais tot oproer. Hendrik IV beried zich op de vraag of hij het vredesaanbod van Spanje moest accepteren, maar besloot om zijn keuze van Elizabeth I af te laten hangen. Hij liet Elizabeth I weten dat ze hem kon helpen in de strijd tegen Spanje en zo niet, dat hij dan vrede met Spanje zou sluiten. Wanneer Frankrijk vrede zou sluiten met Spanje, zou Spanje zich meer kunnen richten op de strijd tegen Engeland. Onder anderen Paus Clemens VIII was een voorstander van dit scenario.
Elizabeth I besloot toch maar met Frankrijk te gaan onderhandelen over een alliantie. De Republiek werd buiten deze onderhandelingen, die een maand duurden, gehouden. Er werden twee verdragen gesloten. Een verdrag dat openbaar werd gemaakt en een officieel verdrag dat geheim werd gehouden. In het openbare verdrag stond vermeld dat Engeland en Frankrijk niet eenzijdig vrede zouden sluiten met Spanje. Om de strijd van Frankrijk tegen Spanje te ondersteunen, zou Engeland 4.000 soldaten naar Frankrijk zenden. De kosten hiervoor werden voorgeschoten door Engeland maar zouden op een later moment betaald moeten worden door Frankrijk. Als borg werden vier Franse edellieden in Londen vastgezet. In het geheime verdrag was echter afgesproken dat Engeland maar 2.000 soldaten naar Frankrijk zou zenden en dat deze enkel in Picardië gelegerd zouden worden, een gebied waar Engeland belang bij had. Het verschil in aantallen tussen beide verdragen had als doel dat staten die zich bij de alliantie zouden aansluiten bereid waren tot inspanningen gelijk aan die in het verdrag beschreven, terwijl Engeland in werkelijkheid minder inspanningen deed.
De Republiek werd als eerste benaderd om zich bij de alliantie aan te sluiten. Frankrijk had hiervoor de hertog van Bouillon naar Den Haag gestuurd. Andere staten, zoals Denemarken, Schotland, diverse Duitse en Italiaanse staten werden vervolgens ook benaderd, maar gingen allen niet zo ver als de Republiek. De Republiek was bereid om andere tegenstanders van Spanje te steunen, om zo onafhankelijkheid te krijgen en tevens tegen de algehele overheersing van Spanje in de wereld in te gaan. Daarom sloot de Republiek zich op 31 oktober 1596 aan bij de alliantie tegen Spanje.
 De Republiek probeerde in het verdrag een regeling opgenomen te krijgen waarin werd bepaald dat Engeland of Frankrijk geen vrede met Spanje mochten sluiten zonder toestemming van de Republiek. Deze regeling werd echter niet geaccepteerd door de andere staten.
(...) om te resisteeren de ondernemingen en eerzuchtige plannen des Konings van Spanje, tegen alle de Prinsen en Potentaten van Christenrijk.— Verklaring van de Republiek om zich aan te sluiten bij de alliantie.
Vervolgens werden de Duitse keurvorsten wederom benaderd om zich aan te sluiten bij de alliantie, allereerst door Frankrijk in het voorjaar van 1597, daarna door de Republiek in augustus van hetzelfde jaar. Maurits van Oranje veroverde Rheinberg op de Spanjaarden om de Duitse vorsten een dienst te bewijzen, maar zij besloten om zich niet bij de alliantie aan te sluiten. Wel ondernam keizer Rudolf II van het Heilige Roomse Rijk al sinds 1590 pogingen om vrede tussen de strijdende staten te bewerkstelligen, maar de keizer was in de ogen van de leden van de alliantie zeer op de Spaanse hand.

### Effect
De Engelse koningin Elisabeth I probeerde zo veel mogelijk onder de afspraken uit te komen. Zo wilde ze vooral Frankrijk steunen dat defensief moest strijden tegen Spanje, in tegenstelling tot de Republiek, die al een aantal jaren offensief bezig was. Ze was evenwel ook de eerste die gebruik maakte van de alliantie. Haar belangrijkste vloot had ze naar West-Indië gestuurd, terwijl Spanje een nieuwe armada aan het opbouwen was voor een invasie op het Engelse land. In 1588 had Spanje een eerste poging gewaagd die ternauwernood afgeslagen was. Doordat Spanje Calais in handen had gekregen, kon deze haven als springplank dienen voor een nieuwe invasie. Elizabeth vroeg daarom de steun aan de Republiek om een vloot op te bouwen die een nieuwe Spaanse Armada kon tegenhouden. Van Oldenbarnevelt honoreerde het verzoek en nam direct een aantal maatregelen. Zo werd Johan van Duvenvoorde, die vlootadmiraal van de Republiek was, naar Engeland gezonden om te adviseren bij de bouw van de vloot en werden patrouilles op Het Kanaal en de Noordzee verscherpt. Daarnaast werd het verboden om nog graan met Spanje te verhandelen, zodat de gevolgen van misoogsten voor Spanje nog groter werden.
In 1596 kon de gezamenlijke vloot van Engeland en de Republiek de Spaanse vloot verslaan in de Aanval op Cádiz (1596). De Engels-Nederlandse vloot werd aangevoerd door Devereux en Van Duvenvoorde en leidde tot de plundering van Cádiz. Het jaar erop verloor de vloot van de Republiek en Engeland echter de slag tegen de Spaanse vloot. Ondanks het verlies van de slag had de Republiek met de hulp die het had geboden aan Engeland bewezen een natie te zijn die ook op zee de nodige macht had.
Nog in 1596 had de Republiek voordeel van de alliantie. Een verzoek aan Engeland voor het sturen van manschappen werd ingewilligd. Francis Vere werd met 2200 soldaten naar de Republiek gezonden. Ook zond Frankrijk troepen naar de Republiek, maar deze konden ieder moment teruggeroepen worden wanneer Hendrik IV dat nodig achtte. In 1597 gebeurde dit daadwerkelijk, toen Albrecht van Oostenrijk een poging deed om Amiens te ontzetten en Hendrik IV zijn troepen nodig had om de belegering door te zetten. Door de afwezigheid van Albrecht in de Republiek, waren de Spaansgezinde troepen in de Republiek op zichzelf aangewezen, waardoor Maurits van Oranje, stadhouder van de Republiek, meerdere steden kon veroveren.
Naar Frankrijk werden eveneens door Engeland en de Republiek troepen gezonden, zodat alle deelnemende landen voordeel hadden van de alliantie. De Republiek zond, zoals afgesproken in het verdrag, 4000 manschappen naar Frankrijk, waar Engeland, volgens het geheime verdrag, veel minder manschappen zond.
Naast alle militaire toezeggingen had de alliantie ook een andere belangrijk betekenis voor de Republiek. Met de ondertekening van de alliantie werd voor het eerst in de geschiedenis de Republiek door andere staten als zelfstandige staat erkend.

## Einde
De alliantie tussen de drie staten had maar een paar jaar effect. Frankrijk sloot in 1598 een vredesakkoord met Spanje (Vrede van Vervins), waarmee haar deel in de alliantie zinloos was geworden. Frankrijk was al direct na het ondertekenen van de alliantie begonnen om tot vrede te komen met Spanje, zonder dat de Republiek of Engeland hiervan op de hoogte waren. Wel had Hendrik IV aan een Spaanse gezant gevraagd of een algehele vrede tussen de strijdende partijen mogelijk was, maar de gezant achtte het onwaarschijnlijk dat Filips II vrede wilde sluiten met opstandelingen die het katholieke geloof niet wilden toestaan. Engeland was in diezelfde jaren ook aan het onderhandelen over vrede met Spanje maar het zou uiteindelijk tot 1604 duren tot een vredesakkoord, het Verdrag van Londen, werd gesloten. In dit verdrag was onder andere geregeld dat Engeland niet meer deel zou nemen aan de Oorlog tussen Spanje en de Republiek. Spanje probeerde als laatste ook met de Republiek tot een vrede of een bestand te komen, onder meer na de Slag bij Nieuwpoort in 1600, maar het zou nog tot 1609 duren totdat beide staten het Twaalfjarig Bestand overeenkwamen.